# Bartay Ede
Bartay Ede (Pest, 1825. október 6. – Budapest, 1901. augusztus 31.) zeneszerző és zongorapedagógus, Bartay Endre fia.

## Élete
1848–1849-ben minisztériumi tisztviselő, a szabadságharc leverése után bujdosni kényszerült, majd mint zongoratanító működött. 1863-ban megalapította a Magyarhonban Élő Zenészeket Segélyző Egyletet. 1874-ben az Országos Magyar Daláregyesület alelnöke, majd 1880–1891 között elnöke. 1875-ben a Nemzeti Zenede igazgatója lett. 
Művei között néhány zenekari mű is van, több zongoradarabot írt, amelyek a kor divatja szerint szalon- és táncdarabok (csárdások). 30 eredeti magyar zenedarab című gyűjteményes kiadványa (1860) a 19. század eleji neves magyar zeneszerzők műveit tartalmazza.

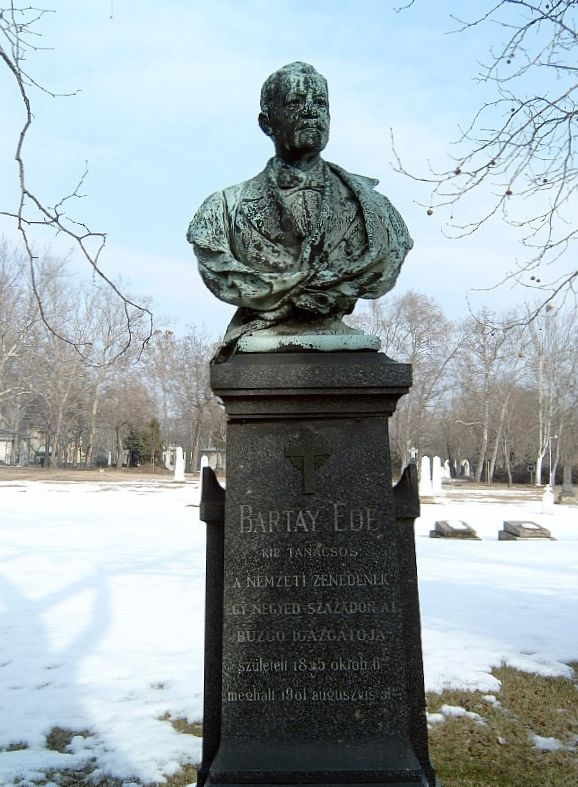
Sírja a Fiumei úti sírkertben (28. parcella, díszsor-11). Kauser műhely